# Маргулис, Мириам
Ми́риам Ма́ргулис (англ. Miriam Margolyes, род. 18 мая 1941) — британо-австралийская актриса, рыцарь OBE , лауреат премии BAFTA.

## Биография

### Ранние годы
Маргулис родилась в Оксфорде в 1941 году в семье врача Джозефа Маргулиса и его супруги, инвестора в недвижимости Рут (в девичестве Уолтерс). Её семья имеет еврейские корни, а её предки иммигрировали в Англию из Белоруссии.
Среднее образование она получила в родном Оксфорде, а колледж посещала в Кембридже, где также стала участвовать в театральных постановках актёрского клуба «Footlights».

### Карьера
Благодаря своему отличительному голосу первую работу Маргулис получила в качестве актёра озвучивания. На ранних этапах своей карьеры она озвучивала аудиоклип мягкой порнографии, а также её голосом говорили персонажи японских мультсериалов, показанных на британском телевидении. Её непосредственный актёрский дебют состоялся на телевидении в 1965 году, где последующие десять лет она снималась в различных телесериалах.
В 1975 году Маргулис дебютировала в кино в малоизвестной британской картине «Rime of the Ancient Mariner», снятой по поэме Кольриджа «Поэма о старом моряке». Первого успеха она достигла намного позже — в 1988 году актриса получила хорошие отзывы критиков за роль Флоры Финчинг в драме по роману Чарльза Диккенса «Крошка Доррит».
Мириам Маргулис стала одним из авторов и исполнителем моноспектакля «Женщины Диккенса», в котором она представляет 21 персонажа из романов Чарльза Диккенса. Премьера спектакля состоялась в 1989 году на Эдинбургском фестивале, после чего гастрольные показы прошли по всему миру. В 1992 году Мириам Маргулис была номинирована на премию Лоренса Оливье.
Прорывом для неё стал 1993 год (актрисе тогда уже было 52 года), когда за роль миссис Минготт в фильме Мартина Скорсезе «Эпоха невинности» Маргулис была удостоена премии «BAFTA».
В 1990-х Маргулис вновь стала работать в качестве актрисы озвучивания. В 1995 году её голосом говорила колли в комедии «Бэйб: Четвероногий малыш» и бабушка Роузи в «Балто», в 1996 — тётя Спондж в мультфильме «Джеймс и гигантский персик», а в 1998 — сваха в «Мулан».
В 2001 году актриса стала кавалером Ордена Британской империи с пометкой «за вклад в драматическое искусство».
В 2002 году Мириам Маргулис исполнила роль профессора травологии Помоны Стебель во втором фильме о приключениях Гарри Поттера — «Гарри Поттер и Тайная комната». Вновь в этой роли актриса появилась в 2011 году в фильме «Гарри Поттер и Дары Смерти: часть 2».
В 2006 году актриса исполнила роль мадам Моррибль в лондонской постановке мюзикла «Злая», а в 2008 году повторила свою роль и на Бродвее. В 2012 году снималась в австралийском детективном телесериале «Леди-детектив мисс Фрайни Фишер», а в 2016 году в серале «Рейк».

### Личная жизнь
Мириам Маргулис является открытой лесбиянкой и уже более 50 лет не расстаётся со своей партнёршей Хезер Сатерленд.
Помимо актёрской карьеры, она активно занимается благотворительностью, особенно в фондах глухих и слепых людей. В 2013 году она стала гражданкой Австралии, тем самым получив двойное гражданство Великобритании и Австралии.

## Фильмография
| Год       |    | Русское название                                     | Оригинальное название                         | Роль                             |
| --------- | -- | ---------------------------------------------------- | --------------------------------------------- | -------------------------------- |
| 1974      | ф  | Падение орлов                                        | Fall of Eagles                                | Анна Вырубова                    |
| 1975      | ф  | Поэма о старом моряке                                | Rime of the Ancient Mariner                   | Дороти Уордсуорт                 |
| 1983—1986 | с  | Черная Гадюка                                        | Blackadder                                    | инфанта испанская Мария Эскалоса |
| 1984      | ф  | Электрические грёзы                                  | Electric Dreams                               | продавец билетов                 |
| 1990      | ф  | Я люблю тебя до смерти                               | I Love You To Death                           | мать Джоуи                       |
| 1992      | ф  | Сталин                                               | Stalin                                        | Надежда Крупская                 |
| 1993      | ф  | Эпоха невинности                                     | The Age of Innocence                          | Минготт Маргулис                 |
| 1993      | ф  | Эд и его покойная мамаша                             | Ed And His Dead Mother                        | Мамаша Чилтон                    |
| 1995      | мф | Бэйб: Четвероногий малыш                             | Babe                                          | колли                            |
| 1995      | мф | Балто                                                | Balto                                         | бабушка Роузи                    |
| 1996      | мф | Джеймс и гигантский персик                           | James and the Giant Peach                     | тётя Спондж                      |
| 1996      | ф  | Ромео + Джульетта                                    | Romeo + Juliet                                | Кормилица Джульетты              |
| 1998      | ф  | Оставленный багаж                                    | Left Luggage                                  | миссис Голдман                   |
| 1998      | ф  | Бэйб: Поросёнок в городе                             | Babe: Pig in the City                         | Флай                             |
| 1998      | с  | Ярмарка тщеславия                                    | Vanity Fair                                   | мисс Кроули                      |
| 1999      | ф  | Конец света                                          | End of Days                                   | Мэйбл                            |
| 2001      | ф  | Кошки против собак                                   | Cats & Dogs                                   | придворная Софи                  |
| 1998      | мф | Мулан                                                | Mulan                                         | сваха                            |
| 2002      | ф  | Гарри Поттер и Тайная комната                        | Harry Potter and the Chamber of Secrets       | Помона Стебль                    |
| 2004      | ф  | Модильяни                                            | Modigliani                                    | Гертруда Штайн                   |
| 2004      | ф  | Быть Джулией                                         | Being Julia                                   | Долли де Вриз                    |
| 2006      | мф | Смывайся!                                            | Flushed Away                                  | бабушка Риты                     |
| 2006—2009 | с  | Джем и Иерусалим                                     | Jam & Jerusalem                               | Джойс Мидж                       |
| 2006      | мф | Делай ноги                                           | Happy Feet                                    | Миссис Астрахань                 |
| 2008      | ф  | Как потерять друзей и заставить всех тебя ненавидеть | How to Lose Friends & Alienate People         | Миссис Ковальски                 |
| 2010      | мф | Легенды ночных стражей                               | Legend of the Guardians: The Owls of Ga'Hoole | Миссис Плитивер                  |
| 2010      | с  | Мерлин                                               | Merlin                                        | Грунхильда                       |
| 2011      | ф  | Гарри Поттер и Дары Смерти: часть 2                  | Harry Potter and the Deathly Hallows: Part II | Помона Стебль                    |
| 2012      | ф  | Проклятие моей матери                                | The Guilt Trip                                | Анита                            |
| 2012—2015 | с  | Леди-детектив мисс Фрайни Фишер                      | Miss Fisher's Murder Mysteries                | тётя Пруденс                     |
| 2014      | мф | Пчёлка Майя                                          | Maya the Bee - Movie                          | Королева                         |
| 2016—2018 | с  | Рейк                                                 | Rake                                          | Хантли-Браун                     |
| 2017      | мс | Гриффины                                             | Family Guy                                    | правый глаз                      |
| 2017      | ф  | Человек, который изобрёл Рождество                   | The Man Who Invented Christmas                | Фиск                             |
| 2018      | мф | Дикие предки                                         | Early Man                                     | королева Уфифа                   |
| 2018—2021 | с  | Вызовите акушерку                                    | Call the Midwife                              | сестра Милдред/мать Милдред      |
| 2019      | мс | Улица Далматинцев, 101                               | 101 Dalmatian Street                          | Бесси                            |
| 2023      | с  | Доктор Кто                                           | Doctor Who                                    | Мип (серия «Звёздный зверь»)     |
| 2023      | мс | Хильда                                               | Hilda                                         | Астрид                           |

## Награды
- 1994 — Премия Премия BAFTA за лучшую женскую роль второго плана («Эпоха невинности»)